# Robert Ebersbach
Robert Ebersbach (* 17. Juni 1842 in Korbach; † 28. Februar 1892 in Arolsen) war ein deutscher Jurist und Politiker.
Ebersbach war der Sohn des Stadkommissars und Hofgerichtsassessors Wilhelm Ebersbach und dessen Ehefrau Auguste geborene Waldschmidt. Er heiratete am 12. Juli 1874 in Korbach Mathilde Busold. Ebersbach studierte Rechtswissenschaften und legte 1864 seine erste Staatsprüfung ab. Danach war er Akzessist am Kreisgericht Korbach und nach dem zweiten Staatsexamen 1867 Rechtsanwalt und Hilfsrichter am Kreisgericht Pyrmont, seit 1868 am Kreisgericht Arolsen. 1879 wurde er kommissarisch und 1880 definitiv Amtmann im Kreis der Twiste. 1883 wurde er Regierungsrat beim Landesdirektor und 1888 Direktor der Domänenkammer. Ab 1891 war er Direktor des Konsistoriums.
Vom 31. Oktober 1877 bis 1880 gehörte er für den Wahlbezirk Kreis des Eisenbergs und erneut 1881 bis 1883 für den Wahlkreis Kreis der Twiste dem Landtag des Fürstentums Waldeck-Pyrmont an.